# Panayótis Toúndas
 (octobre 2010).
Si vous disposez d'ouvrages ou d'articles de référence ou si vous connaissez des sites web de qualité traitant du thème abordé ici, merci de compléter l'article en donnant les références utiles à sa vérifiabilité et en les liant à la section « Notes et références ».
Panayótis Toúndas (en grec moderne : Παναγιώτης Τούντας), Smyrne, 1886 - 23 mai 1942, était un musicien grec d’Asie Mineure.
Il est le plus célèbre compositeur de l'école de Smyrne et appartient au groupe des musiciens micrasiates qui adaptèrent le rebetiko en Grèce après la Catastrophe d'Asie Mineure.

## Biographie
Il naquit à Smyrne dans une famille aisée qui lui donna la possibilité de pratiquer la musique dès son jeune âge.
Il apprit ainsi dès l'enfance la mandoline et fit partie au début du XXe siècle de l’Estudiantina smyrniote, de Vassílios Sidéris, plus connue sous le nom de ta politakia.
Il participa à diverses formations musicales qui firent des tournées depuis Smyrne, pour le divertissement des Grecs de la diaspora, et voyagea en Égypte, en Éthiopie, en Grèce et dans plusieurs pays européens ayant une communauté grecque. Il dit dans une de ses chansons : « J'ai visité la Syrie, Port-Saïd et Alexandrie ».
Les premières années après la Catastrophe, il joua dans divers cabarets comme mandoliniste. En 1924 il prit la direction de la succursale de la compagnie allemande ODEON à Athènes. Il travailla avec presque toutes les compagnies discographiques et dirigea la plupart des enregistrements qui eurent lieu en Grèce. La même année il enregistra la "Smyrnia" avec l’estudiantina athénienne de Tasos Marinos et devint le premier artiste populaire grec à voir son nom écrit sur l'étiquette d'un disque.
En 1931 il prit la direction artistique de la Columbia et de "His master's voice" (ayant fusionné pour créer EMI) et conserva ce poste jusqu'en 1940. Sa discographie comporte environ 350 chansons qui ont été interprétées par tous les chanteurs d'avant-guerre comme Kostas Roukounas, Stélios Perpiniádis, Kostas Nouros, Róza Eskenázy, Ríta Abatzí.
Il est décédé le 23 mai 1942.

## Source
- (el) Cet article est partiellement ou en totalité issu de l’article de Wikipédia en grec moderne intitulé « Παναγιώτης Τούντας » (voir la liste des auteurs).